# アーレンス AR404
アーレンス AR 404（Ahrens AR404）とはアメリカ合衆国の新興企業アーレンスが、安価で経済的な民間輸送機として開発しようとしていた航空機である。

## 概要
アーレンスはプエルトリコに製造工場を建設し、そこで4発の高翼ターボプロップエンジンを搭載した多用途機体であるAR404を量産する計画であった。機体胴体は円形ではなく長方形断をしており、輸送コンテナが詰め込みやすいようにするとともに、製造コストも安く出来るとしていた。また対潜哨戒機や落下傘降下（エアボーン）部隊といった軍事用にも転用できるとしていた。また搭載エンジンはディーゼル燃料で飛行可能で、燃料代も経済的だと主張していた。
AR404はカリフォルニア州のオックスナードで1976年12月1日に初飛行した。アーレンスはプエルトリコで1000人の地元住民を雇用し、1974年に閉鎖されたレイミー空軍基地で月産4機製造する計画であった。試作2号機は1979年10月26日に初飛行した。型式証明後に1982年には12～16機、1983年には24～30機の納入が予定されていた。しかし財政的にも市場調査も杜撰であった為、政府による調査が長引き、型式証明が交付される予定であったが、出資が集まらなかったことから1979年に計画は放棄され、会社も解散してしまった。
なお、AR404は2機が製造されたが、最初に生産されたプロトタイプは軽食堂として使われていたと言う。また同様のコンセプトはイギリスのショート 360やブリテン・ノーマン アイランダーで、既に実現しており市場を席巻していたため、市場への参入は困難であったともいえる。

## 機体要目
- 全長: 16,08 m
- 全幅: 20,12 m
- 全高: 5,64 m
- 翼面積: 39,2 m²
- 空虚重量: 4.309 kg
- 全備重量: 7.938 kg
- 搭載エンジン: アリソン・エンジン製 アリソン250-B17B ターボプロップ420 hp (310 kW) 4発
- 巡航速度: 352 km/h in 1.525 m
- 最大速度: 314 km/h in 1.525 m
- 最大上昇高度: 5.500 m
- 航続距離: 2.234 km